# ماريك ليسنيوسكي
ماريك ليسنيوسكي (بالبولندية: Marek Leśniewski) مواليد 1963، هو دراج بولندي. شارك في دورة الألعاب الأولمبية الصيفية وفاز بميدالية أولمبية.

## الميداليات
| الميدالية | المسابقة                       |
| --------- | ------------------------------ |
| فضية      | الألعاب الأولمبية الصيفية 1988 |

## روابط خارجية
- ماريك ليسنيوسكي على موقع أرشيف الدراجات (الإنجليزية)
- ماريك ليسنيوسكي على موقع إحصائيات الدراجات الإحترافية (الإنجليزية)
- ماريك ليسنيوسكي على موقع CycleBase (الإنجليزية)
- ماريك ليسنيوسكي على موقع أوليمبيديا (الإنجليزية)
- ماريك ليسنيوسكي على موقع اللجنة الأولمبية البولندية (مؤرشف) (البولندية)